# HMS Bedouin
L'HMS Bedouin, (Pennant number L67 ed in seguito F67), è stato un cacciatorpediniere classe Tribal della Royal Navy britannica. Costruito dai cantieri scozzesi William Denny and Brothers di Dumbarton, venne impostato nel gennaio 1937, varato il 21 dicembre successivo ed entrò in servizio il 15 marzo 1939.

## Servizio
Al momento dell'ingresso in servizio l'unità venne assegnata alla 6 Flottiglia cacciatorpediniere della Home Fleet con base a Portland. Dal 1º giugno partecipò ai soccorsi al sommergibile Thetis, rimasto immerso nella baia di Liverpool durante le prove in mare. Durante l'estate partecipò a esercitazioni programmate fino al mese di agosto, quando a causa dell'imminenza di un conflitto venne richiamata alla base per prepararsi ad entrare in stato di guerra. Dopo lo scoppio delle ostilità, il 3 settembre seguente, venne impiegata con compiti di pattuglia nel Mare del Nord, tentando anche di intercettare i mercantili tedeschi di ritorno in patria. In ottobre prese parte alle infruttuose ricerche della SS City of Flint catturata dalla Deutschland ed internata in Norvegia. Scortò quindi l'incrociatore da battaglia Renown e la portaerei Ark Royal diretti a Freetown, in Sierra Leone, per dare la caccia alla corsara Admiral Graf Spee. Tra novembre e dicembre scortò anche convogli di truppe canadesi diretti in Gran Bretagna.
Nel gennaio 1940 venne ritirata dal servizio operativo a causa di un'alta incidenza di difetti registrata a bordo, entrando quindi in cantiere sul Tyne, dove rimase fino alla fine del mese di febbraio. Venne anche installata l'apparecchiatura di "degaussing" per evitare le mine magnetiche. Il 16 marzo giunse a Scapa Flow per riunirsi alla flottiglia, operando dall'inizio di aprile a copertura delle unità impegnate nella campagna di Norvegia. Il 13 aprile prese parte alla seconda battaglia navale di Narvik, insieme alla nave da battaglia Warspite e ai cacciatorpediniere Icarus, Hero, Foxhound, Kimberley, Forester, Punjabi, Eskimo e Cossack. Il 15 aprile scortò il cacciatorpediniere Eskimo, danneggiato in azione, a Skelfjord per le riparazioni. Il 4 maggio recuperò i sopravvissuti del cacciatorpediniere polacco ORP Grom affondato a Ofotfjord da un attacco aereo. Tornata in patria, entrò brevemente in cantiere a Glasgow per riparazioni, tornando poi in servizio a Scapa Flow ricevendo come nuovo pennant number il G67. Il 7 giugno scortò insieme ad altri tre cacciatorpediniere la nave da battaglia Valiant impegnata a fornire copertura ad un convoglio di evacuazione dalla Norvegia.
Dal mese di agosto venne impiegata in compiti di pattuglia anti invasione nel Mare del Nord, scortando anche il 29 agosto un'azione di posa di mine insieme alla sorella Tartar. In settembre soccorse l'equipaggio di un peschereccio norvegese nel Mare del Nord, venendo poi designata per un intervento di modernizzazione. Entrata in cantiere a Southampton il 10 ottobre ricevette al posto dell'installazione da 120 mm in posizione "X" un impianto doppio da 101,6 mm. Completate le prove del nuovo armamento, tornò in servizio il 17 novembre, tornando ai precedenti compiti di pattuglia e scorta fino alla fine dell'anno.

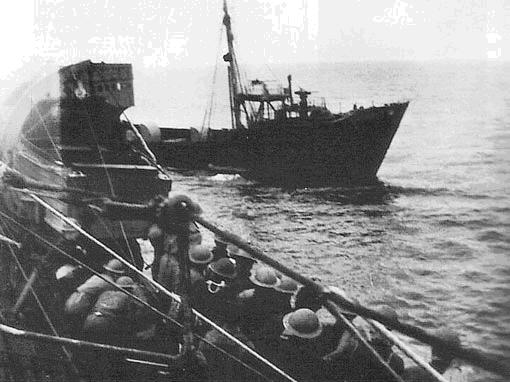
La nave meteorologica Lauenburg viene abbordata dall'equipaggio del Tartar

Il 3 gennaio 1941 partecipò ad un'azione di posa di mine al largo delle coste norvegesi insieme ad altri cinque cacciatorpediniere. Nei primi giorni di marzo prese parte all'Operazione Claymore, gli sbarchi sulle Isole Lofoten progettati per evitare che queste potessero cadere in mano tedesca. Il 4 maggio fornì copertura alle operazioni delle navi da sbarco Princess Emma e Princess Beatrix, affondando in seguito la nave da cabotaggio norvegese Mira. Nel mese di maggio prese parte a un'operazione speciale tesa ad impadronirsi del codice tedesco Enigma catturando una nave meteorologica in servizio ad est dell'Islanda. Salpata il 6 maggio insieme agli incrociatori Edinburgh, Manchester e Birmingham, oltre ai cacciatorpediniere HMAS Nestor, Somali ed Eskimo, prese parte il giorno successivo alla cattura della München, durante la quale l'equipaggio tedesco riuscì a gettare fuori bordo la macchina Enigma, permettendo quindi la sola cattura di alcuni documenti decrittati. In giugno venne impiegata in un'operazione simile per catturare la Lauenburg in servizio nel Mar Glaciale Artico, nei pressi dell'Isola Jan Mayen. Salpata il 25 giugno insieme all'incrociatore Nigeria e al cacciatorpediniere Tartar, intercettò la nave nemica tre giorni dopo. Nonostante l'equipaggio tentasse di autoaffondare la nave, un gruppo di abbordaggio riuscì a salvare parte del materiale. Tornata alla base, in luglio venne designata per una serie di lavori di manutenzione e modernizzazione, venendo quindi trasferita a Immingham, dove entrò in cantiere il 19 luglio. Durante i lavori venne installato un radar Type 286M di derivazione aeronautica.
Dopo le prove in mare tornò in servizio il 31 agosto con la propria Flottiglia. Dal 14 novembre scortò il convoglio PQ3 diretto in Unione Sovietica, bombardando poi il 25 novembre insieme all'incrociatore Kenya, al cacciatorpediniere Intrepid e a due cacciatorpediniere sovietici le installazioni nemiche a Vardø. Il 28 novembre si riunì infine al convoglio di ritorno in Gran Bretagna QP3, giungendo a destinazione il 3 dicembre. Il 22 seguente scortò una forza navale impiegata in un raid di commando sulle Isole Lofoten. Il 28 dicembre venne fatta oggetto di un attacco aereo durante il quale l'incrociatore Arethusa rimase leggermente danneggiato.
Nel mese di marzo 1942 prese parte alla imponente scorta ai convogli artici PQ12 e QP8, minacciati dalla presenza in Norvegia della Tirpitz. Dall'11 marzo prese parte a una missione di pattuglia in cerca di unità nemiche nel Mare del Nord, tornando a Scapa Flow due giorni dopo. Dal 10 aprile partecipò alla scorta a distanza ai convogli PQ14 e QP10. Il 20 aprile venne trasferita sull'Humber per entrare il giorno seguente nei cantieri Amos & Smith per un ciclo di lavori di manutenzione.
Tornata in servizio il 31 maggio venne designata per partecipare alla scorta ad un convoglio di rifornimenti diretto a Malta, denominato Operazione Harpoon, sfociato poi nella battaglia di mezzo giugno. Il 5 giugno salpò dal Clyde scortando il convoglio WS19Z diretto a Gibilterra insieme agli incrociatori Kenya e Liverpool e ad altri nove cacciatorpediniere. Dall'11 giugno il convoglio entrò nel Mediterraneo, venendo sottoposto a ripetuti attacchi aerei. Il 14 giugno la Liverpool venne gravemente danneggiata durante il passaggio nel canale di Sicilia. Il giorno seguente il Bedouin venne attaccato dagli incrociatori Raimondo Montecuccoli ed Eugenio di Savoia e da cinque cacciatorpediniere, venendo danneggiato pesantemente mentre gli altri cacciatorpediniere britannici colpiti uscirono dallo scontro con danni superficiali.
Grazie agli sforzi dell'equipaggio che era riuscito a riparare la macchina di manovra il Bedouin si era appena rimesso in moto quando un aerosilurante Italiano SM 79, pilotato dal sottotenente Martino Aichner della 281ª Squadriglia del 132º Gruppo autonomo (Gruppo Buscaglia) apparve al traverso a dritta e sganciò un siluro da 600 metri di distanza (l'aereo venne abbattuto dalla violenta reazione contraerea e l'equipaggio venne salvato a sera da un idrovolante del soccorso italiano). L'HMS Bedouin colpito a centro nave, affondò in pochi minuti.
Ventiquattro tra ufficiali e marinai perirono nel corso dello scontro navale mentre altri 4 marinai persero la vita nell'azione di siluramento. Il resto dell'equipaggio (213 uomini) venne recuperato dalla nave ospedale italiana Gradisca e internato in un campo di prigionia in Sicilia. Nel luogo dell'affondamento, il mare è profondo 205 metri.